# 金麒壽
金麒壽（1455年—？），字仁甫，應天府上元縣人，官籍，明朝政治人物。

## 生平
成化十六年（1480年）庚子科應天府鄉試第五十六名舉人。弘治九年（1496年）中式丙辰科會試第二百一名，三甲第一百七十六名進士。

## 家族
曾祖金鑑，贈刑部右侍郎；祖父金潤，知府 封刑部右侍郎；父金紳，刑部右侍郎。母徐氏（封淑人）。永感下。弟麒永、麒宁。